# جوادیه تهران‌پارس
جوادیه تهرانپارس، نام یکی از محله‌های تهران است که در منتهای الیه شرق آن و در منطقه ۴ شهرداری تهران قرار گرفته‌است.
این محله از غرب و جنوب به تهرانپارس، از شرق به پارک جنگلی سرخه‌حصار و خیابان دماوند و از شمال به خاک‌سفید و حکیمیه محدود است. خیابان جشنواره، خیابان درختی و چهارراه سیدالشهدا از معروف‌ترین خیابان‌های این منطقه‌است.
فرهنگسرای طبیعت یا اشراق و مجموعه ورزشی الزهرا از مراکز فرهنگی و ورزشی این منطقه‌است.
همچنین ایستگاه متروی فرهنگسرا که ایستگاه ابتدایی خط ۲ متروی تهران می باشد هم در همین محله قرار گرفته است.